# خانواده جدید
خانواده جدید با نام اصلی شوهرم یک خانواده داره (به انگلیسی: My Husband Got a Family) یک سریال تلویزیونی محصول سال ۲۰۱۲ کره جنوبی است که از ۲۵ فوریه تا ۹ دسامبر ۲۰۱۲ در ۵۸ قسمت ۷۰ دقیقه ای از شبکه کی‌بی‌اس پخش شد. خانواده جدید با بازی بازیگرانی چون کیم نام جو، یو جون سانگ و یون یو جونگ و به کارگردانی «کیم هیونگ سوک» در سال ۲۰۱۲ ساخته شده‌است.

## خلاصه داستان
خانواده جدید" داستان "یون هی" و "تری" زن و شوهر جوانی است که زندگی شاد و آرامی دارند. یون هی تهیه‌کننده تلویزیون و تری پزشک است. تری پسر بچه ای بی سرپرست بوده که توسط خانواده ای به فرزندی قبول شده و پس از پایان تحصیل در خارج از کشور به کره برگشته تا خانواده اش را پیدا کند. این زوج به خانه ای جدید نقل مکان می‌کنند و این‌جا به جایی و مشکلات فراوانی که با خانواده صاحب خانه خود دارند، زندگی آرام آنها را تحت تأثیر قرار داده و متحول می‌کند.

## بازیگران
| بازیگر         | نقش                   | توضیحات                                                                           |
| -------------- | --------------------- | --------------------------------------------------------------------------------- |
| کیم نام-جو     | چا یون هی             | همسر گینام                                                                        |
| یو جون-سانگ    | تری کانگ / بانگ گینام | همسر یون هی                                                                       |
| کیم یون-ران    | هان من هی             | مادر یون هی، سی جونگ و سی کوانگ                                                   |
| کیم یونگ-هی    | چا سی جونگ            | برادر بزرگتر یون هی و سی کوانگ                                                    |
| جین کیونگ      | مین جی                | همسر سی جونگ                                                                      |
| کانگ مین هیوک  | چا سی کوانگ           | برادر کوچکتر سی جونگ و یون هی                                                     |
| کانگ بو-جا     | مادر بزرگ             | مادر جانگ سو، جانگ هون و جانگ بی                                                  |
| جانگ یونگ      | بانگ چانگ سو          | برادر بزرگتر جانگ هون و جانگ بی، همسر چانگه، پدر گینام، ایل سوک، ای سوک و مال سوک |
| یون یو-جانگ    | چانگه                 | همسر چانگ سو،‌ مادر تری، ایل سوک، ای سوک و مال سوک                                 |
| یانگ جونگ-آ    | بانگ ایل سوک          |                                                                                   |
| جو یون-هی      | بانگ ای سوک           | دختر چانگه و جانگ سو                                                              |
| اوه یئون سئو   | بانگ مال سوک          | خواهر گینام و ایل سوک و ای سوک                                                    |
| جئون هوی-هئون  | نام مین جی            | دختر ایل سوک                                                                      |
| سونگ گئوم-شیک  | بانگ جونگ هون         | برادر کوچکتر چانگ سو                                                              |
| نا یونگ-هی     | جانگ یانگ شیل         | همسر جونگ هون                                                                     |
| کیم سانگ هو    | بانگ جونگ بائه        | برادر کوچکتر چانگ سو و جونگ هون، همسر گوک و پدر جانگ گون                          |
| شیم ای-یونگ    | گوک                   | همسر جونگ بائه و مادر جانگ گون                                                    |
| کواک دونگ-یئون | جانگ گون              |                                                                                   |
| لی هی جون      | چانگ جی یانگ          | دانش‌آموز قدیمی یون هی و مدیر رستوران                                              |